# Rajd Japonii 2004
Rezultaty Rajdu Japonii (1st Rally Japan), eliminacji Rajdowych Mistrzostw Świata, w 2004 roku, który odbył się w dniach 3 – 5 września. Była to jedenasta runda czempionatu w tamtym roku i dziewiąta szutrowa. Bazą rajdu było miasto Obihiro. Zwycięzcami rajdu została norwesko-brytyjska załoga Petter Solberg/Phil Mills jadąca Subaru Imprezą WRC. Wyprzedzili oni francusko-monakijską załogę Sébastien Loeb/Daniel Élena w Xsarze WRC oraz estońsko-brytyjską Markko Märtin/Michael Park w Fordzie Focusie WRC.
Rajdu nie ukończył jeden kierowca fabryczny. Belg François Duval w Fordzie Focusie WRC wycofał się na 22. odcinku specjalnym z powodu wypadku.

## Klasyfikacja ostateczna (punktujący zawodnicy)
| Miejsce | Zawodnik        | Pilot             | Samochód           | Czas      | Strata   | Grupa | Punkty |
| WRC     | WRC             | WRC               | WRC                | WRC       | WRC      | WRC   | WRC    |
| ------- | --------------- | ----------------- | ------------------ | --------- | -------- | ----- | ------ |
| 1.      | Petter Solberg  | Phil Mills        | Subaru Impreza WRC | 3:43:50.6 |          | A8 M  | 10     |
| 2.      | Sébastien Loeb  | Daniel Élena      | Citroën Xsara WRC  | 3:45:03.9 | +1:13.3  | A8 M  | 8      |
| 3.      | Markko Märtin   | Michael Park      | Ford Focus WRC     | 3:45:33.9 | +1:43.3  | A8 M  | 6      |
| 4.      | Marcus Grönholm | Timo Rautiainen   | Peugeot 307 WRC    | 3:46:08.5 | +2:17.9  | A8 M  | 5      |
| 5.      | Carlos Sainz    | Marc Martí        | Citroën Xsara WRC  | 3:46:21.6 | +2:31.0  | A8 M  | 4      |
| 6.      | Harri Rovanperä | Risto Pietiläinen | Peugeot 307 WRC    | 3:51:16.8 | +7:26.2  | A8 M  | 3      |
| 7.      | Mikko Hirvonen  | Jarmo Lehtinen    | Subaru Impreza WRC | 3:52:57.1 | +9:06.5  | A8 M  | 2      |
| 8.      | Antony Warmbold | Gemma Price       | Ford Focus WRC     | 4:02:05.3 | +18:14.7 | A8    | 1      |

1. ↑  Litera M przy oznaczeniu grupy do której należy samochód oznacza, iż tylko ci kierowcy zdobywali punkty dla swoich zespołów liczonych w klasyfikacji producentów na koniec sezonu.

## Zwycięzcy odcinków specjalnych
| Dzień     | Odcinek | G. rozp. | Nazwa            | Długość | Zwycięzca                     | Czas    | Lider rajdu    |
| --------- | ------- | -------- | ---------------- | ------- | ----------------------------- | ------- | -------------- |
| 1 (3 WRZ) | SS1     | 07:38    | Yam Wakka 1      | 26.10km | Petter Solberg                | 15:03.5 | Petter Solberg |
| 1 (3 WRZ) | SS2     | 08:21    | Kunneywa 1       | 20.42km | Petter Solberg                | 12:11.5 | Petter Solberg |
| 1 (3 WRZ) | SS3     | 08:48    | Niueo 1          | 26.57km | Sébastien Loeb                | 15:28.3 | Petter Solberg |
| 1 (3 WRZ) | SS4     | 09:45    | Rikubetsu 1      | 2.80km  | Petter Solberg                | 2:13.0  | Petter Solberg |
| 1 (3 WRZ) | SS5     | 14:56    | Yam Wakka 2      | 26.10km | Sébastien Loeb                | 14:46.6 | Petter Solberg |
| 1 (3 WRZ) | SS6     | 14:39    | Kunneywa 2       | 20.42km | Sébastien Loeb                | 11:54.0 | Petter Solberg |
| 1 (3 WRZ) | SS7     | 16:06    | Niueo 2          | 26.57km | Sébastien Loeb                | 14:57.0 | Petter Solberg |
| 1 (3 WRZ) | SS8     | 17:03    | Rikubetsu 2      | 2.80km  | Petter Solberg                | 2:14.2  | Petter Solberg |
| 1 (3 WRZ) | SS9     | 19:26    | Satsunai 1       | 2.20km  | Carlos Sainz                  | 1:34.2  | Petter Solberg |
| 2 (4 WRZ) | SS10    | 07:28    | Pawse Kamuy 1    | 7.89km  | Petter Solberg                | 4:12.4  | Petter Solberg |
| 2 (4 WRZ) | SS11    | 08:01    | Nupri Pake 1     | 12.70km | Petter Solberg                | 7:11.5  | Petter Solberg |
| 2 (4 WRZ) | SS12    | 08:48    | Rikubetsu 3      | 2.80km  | Petter Solberg                | 2:10.5  | Petter Solberg |
| 2 (4 WRZ) | SS13    | 09:15    | Kimun Kamuy 1    | 24.97km | Petter Solberg                | 14:08.5 | Petter Solberg |
| 2 (4 WRZ) | SS14    | 09:44    | Cup Kamuy 1      | 10.77km | Petter Solberg                | 5:47.0  | Petter Solberg |
| 2 (4 WRZ) | SS15    | 14:30    | Pawse Kamuy 2    | 7.89km  | Marcus Grönholm               | 4:04.4  | Petter Solberg |
| 2 (4 WRZ) | SS16    | 15:03    | Nupri Pake 2     | 12.70km | Petter Solberg                | 7:02.2  | Petter Solberg |
| 2 (4 WRZ) | SS17    | 15:50    | Rikubetsu 4      | 2.80km  | François Duval                | 2:12.2  | Petter Solberg |
| 2 (4 WRZ) | SS18    | 16:17    | Kimun Kamuy 2    | 24.97km | Petter Solberg                | 13:50.8 | Petter Solberg |
| 2 (4 WRZ) | SS19    | 16:46    | Cup Kamuy 2      | 10.77km | Carlos Sainz                  | 5:37.4  | Petter Solberg |
| 2 (4 WRZ) | SS20    | 19:14    | Satsunai 2       | 2.20km  | Carlos Sainz                  | 1:34.1  | Petter Solberg |
| 3 (5 WRZ) | SS21    | 07:38    | Rerakamuy 1      | 8.76km  | Sébastien Loeb                | 5:17.5  | Petter Solberg |
| 3 (5 WRZ) | SS22    | 08:03    | Panke Nikorpet 1 | 17.40km | Sébastien Loeb                | 9:38.3  | Petter Solberg |
| 3 (5 WRZ) | SS23    | 08:33    | Penke 1          | 26.02km | Markko Märtin                 | 17:13.4 | Petter Solberg |
| 3 (5 WRZ) | SS24    | 10:14    | Satsunai 3       | 2.20km  | Markko Märtin                 | 1:32.4  | Petter Solberg |
| 3 (5 WRZ) | SS25    | 12:52    | Rerakamuy 2      | 8.76km  | Marcus Grönholm               | 5:10.5  | Petter Solberg |
| 3 (5 WRZ) | SS26    | 13:17    | Panke Nikorpet 2 | 17.40km | Marcus Grönholm               | 9:31.0  | Petter Solberg |
| 3 (5 WRZ) | SS27    | 13:47    | Penke 2          | 26.02km | Markko Märtin Marcus Grönholm | 16:43.4 | Petter Solberg |

## Klasyfikacja po 11 rundach
Tabele przedstawiają tylko pięć pierwszych miejsc.

### Kierowcy
| Lp. | Kierowca        | Pkt |
| --- | --------------- | --- |
| 1   | Sébastien Loeb  | 84  |
| 2   | Petter Solberg  | 54  |
| 3   | Markko Märtin   | 53  |
| 4   | Carlos Sainz    | 50  |
| 5   | Marcus Grönholm | 47  |

### Producenci
| Lp. | Producent                   | Pkt |
| --- | --------------------------- | --- |
| 1   | Citroën Total               | 137 |
| 2   | Ford Motor Co Ltd.          | 102 |
| 3   | 555 Subaru World Rally Team | 79  |
| 4   | Malboro Peugeot Total       | 73  |
| 5   | Mitsubishi Motors           | 17  |